# 默兹河畔勒涅维尔
默兹河畔勒涅维尔（法語：Regnéville-sur-Meuse，法語發音：[ʁəɲevil syʁ møz]）是法国默兹省的一个市镇，默兹河左岸，属于凡尔登区。该市镇总面积3.81平方公里，2009年时的人口为43人。

## 地理
默兹河畔勒涅维尔的面积只有小小的381公顷，但是却分三个差异鲜明的区：
- 西部的“红区”是位于默兹河岸边一个小山脊上的国家森林。这个树林是为了弥补第一次世界大战造成的风景破坏种植的针叶林。
- 最东边在区道123A和村的边上是农田，这个部分是个山坡，地形崎岖。老的色当-凡尔登铁路把这个地区一分为二
- 区道123A和东部运河之间是默兹河的泛滥区域。

整个市镇均位于潜在洪水危险区。

## 历史
默兹河畔勒涅维尔是1321年由凡尔登主教亨利·达普勒蒙（Henri d'Apremont）设立的。勒涅维尔的领主拥有在这里的摆渡权。一直到1850年为止在默兹河边依然可以看到一座原来用作防御，后来用作驿站的堡垒的地基。
1790年前，默兹河畔勒涅维尔在宗教上律属于天主教凡爾登教區，在行政上律属于凡尔登主教领地。
第一次世界大战中默兹河畔勒涅维尔完全被毁。1920年后部分重建。

## 交通
默兹省省道D123A线经过境内。

## 人口
默兹河畔勒涅维尔人口变化图示
2016年人口普查时默兹河畔勒涅维尔有50名居民，比2011年人口普查时增加了8.7%。